# Moviment Llibertari (Espanya)
El Moviment Llibertari va ser una organització anarquista espanyola fundada al final de la Guerra Civil Espanyola per la CNT, la FAI i la FIJL per a desenvolupar una activitat conjunta clandestina a l'interior d'Espanya, sota la Dictadura de Francisco Franco, i legal en l'exili, on es va ocupar dels milers de refugiats anarcosindicalistes que hi havia a França. El consell nacional del ML es va instal·lar a París, ocupant la secretaria general Germinal Esgleas després de la mort de Marià Rodríguez i Vázquez el 18 de juny de 1939.

## Història

### Naixement
El 26 de febrer de 1939, després de la caiguda de Catalunya, la CNT, la FAI i la FIJL van constituir a França el Moviment Llibertari (ML), per la qual cosa a partir de llavors les tres organitzacions anarquistes van actuar conjuntament, especialment quant a l'assistència als milers de refugiats anarcosindicalistes que es trobaven a França. La iniciativa havia partit d'un ple dels comitès regionals dels tres components. No obstant això, els anarquistes que continuaven combatent en la zona Centre-Llevant van denunciar que en el consell nacional del ML només estaven representats els anarquistes catalans i aragonesos i, sobretot, que estava dominat pels que s'oposaven als «col·laboracionistes» —els partidaris de continuar participant en les institucions republicanes —, paradoxalment encapçalats per anarquistes que fins llavors havien posseït càrrecs a l'Estat o a la Generalitat de Catalunya com Germinal Esgleas, la seva companya Federica Montseny —ministra de Sanitat en el govern de Largo Caballero—, Francesc Isgleas —antic conseller de Defensa del govern català presidit per Lluís Companys— i Valeri Mas —membre del Consell Econòmic de Catalunya. Aquesta línia crítica amb el «col·laboracionisme» —també anomenada «apolítica»— que dominava el consell nacional del ML es va veure reforçada amb la dimissió d'Horacio Martínez Prieto, defensor del «col·laboracionisme» o «reformisme», i la mort de Marià Rodríguez i Vázquez, el càrrec de la qual de secretari general va ser ocupat per Esgleas. La resta de membres del consell nacional eren Germinal de Sousa, Pedro Herrera Camarero, Roberto Alfonso, Juan Gallego Crespo, Rafael Iñigo, Serafín Alaga, Josep Xena, Juan Rueda Ortiz i Joan García Oliver. Alguns d'ells van emigrar a Amèrica i altres van seguir tancats en els camps de refugiats francesos o es van allistar en unitats auxiliars de l'exèrcit francès.

### Activitat clandestina i repressió
Les primera activitat clandestina del Moviment Llibertari la va desenvolupar la FIJL a Madrid durant les primeres setmanes de la postguerra gràcies a que un dels seus membres, de cognom Escobar, s'havia infiltrat en la II Bandera de Falange del Puente de Vallecas, aconseguint impresos de certificats de bona conducta i de declaracions d'haver pertangut a la «cinquena columna», que emplenats amb els noms pertinents van permetre l'alliberament de diversos anarquistes del camp de concentració d'Albatera.
Una de les persones que va recobrar la llibertat gràcies a aquests documents va ser Esteve Pallarols i Xirgu, qui immediatament es va posar en contacte amb tres dirigents llibertaris que es trobaven amagats en València —eren José Cervera Bermell, Luis Úbeda Canero i Leoncio Sánchez Cardete. Ells quatre van constituir el comitè nacional de l'interior del Moviment Llibertari. La seva primera activitat va ser falsificar documents que van permetre alliberar més presos llibertaris del camp d'Albatera i d'altres camps de València, que ràpidament van ser traslladats a Barcelona i d'allí a França. Per a encobrir els viatges es va crear l'empresa tapadora Frutera Levantina oficialment dedicada al transport de fruita des de València a altres parts d'Espanya. La tasca de crear els enllaços a Catalunya i en el sud de França la hi va encomanar a Génesis López i Manuel Salas, tots dos recentment alliberats del camp d'Albatera, qui van contactar en Nimes amb dirigents del Moviment Llibertari, i després López va ser conduït a París on es va entrevistar amb el secretari general del consell nacional, Germinal Esgleas, la seva companya Federica Montseny, i alguns llibertaris més. Però López només va aconseguir una quantitat insignificant de diners, 10.000 francs, que únicament va servir per a finançar el pas a França de quinze persones.
Quan López va tornar a Barcelona es va assabentar que Pallarols havia estat detingut a València per la policia franquista juntament amb altres companys. Onze dels detinguts van ser jutjats anys més tard, i foren condemnats a llargues penes de presó. En una causa separada Pallarols va ser condemnat a 18 anys de presó, però va tornar a ser jutjat, acusat aquesta vegada d'uns suposats crims anteriors, i va ser condemnat a mort —va ser afusellat el 18 de juliol de 1943. Després de la detenció de Pallarols es va formar un nou comitè nacional de l'interior encapçalat per Manuel López López, però aquest va dimitir al poc temps a causa de la tuberculosi que havia contret durant la seva estada en el camp d'Albatera, i fou substituït per Celedonio Pérez Bernardo.
La policia franquista també va aconseguir acabar amb part del grup de Madrid de la FIJL. Cap a finals de febrer de 1940 van ser detinguts 33 dels seus components i els dipòsits d'armes desmantellats. El jove Escobar va ser lliurat a la II Bandera de Falange els membres de la qual el van portar a un descampat dels afores on el van penjar. Es va salvar perquè un pagès va tallar la soga després que els falangistes marxessin creient que estava mort.
A principis de 1941 va ser detingut per la policia Celedonio Pérez Bernardo, fou jutjat al setembre de l'any següent i condemnat a trenta anys de presó. El va substituir Manuel Amil Barcia, però aquest, aguaitat per la policia, va haver d'abandonar Madrid per a refugiar-se a Andalusia, per la qual cosa les funcions del comitè nacional van ser assumides per l'organització de Madrid encapçalada per Eusebio Azañedo, qui va entrar en contacte amb la CNT de València, que s'havia reorganitzat, i amb la de CNT de Catalunya, la situació de la qual era menys brillant i bastant confusa a causa de l'existència de dos comitès regionals, un majoritari anarcosindicalista i un altre minoritari partidari de cenyir-se a les activitats sindicals que no excloïen la participació en la CNS franquista, i integrat per antics militants del Partit Sindicalista, i del qual formava part Eliseo Melis, de qui se sospitava que era un confident de la policia franquista. Precisament les informacions que va proporcionar Melis a la policia van conduir a la detenció d'Acebedo a Madrid en l'estiu de 1943, per la qual cosa Amil va tornar a la capital per a fer-se càrrec de nou de la secretaria general del comitè nacional. Va ser confirmat en una reunió clandestina que es va celebrar als afores de Madrid i en la qual Gregorio Gallego va ser elegit el primer secretari general de les FIJL des del final de la guerra. Durant els anys 1940, Sigfrido Català, Ramon Rufat i José Expósito Leiva són entre els quals organitzen la resistència interna, la propaganda i les exfiltraciones, són arrestats o executats regularment.

### Integració en l'Aliança Nacional de Forces Democràtiques (ANFD)
Els llibertaris van rebutjar rotundament la proposta del PCE d'integrar-se a la Unió Nacional Espanyola el que va facilitar l'acostament als socialistes, que també s'oposaven a l'hegemonia que pretenien imposar els comunistes. Així en la tardor de 1943 representants del Moviment Llibertari i del PSOE van iniciar les converses destinades a crear un organisme unitari de l'esquerra no comunista, que estigués obert a altres forces antifranquistes de centre. Al febrer de 1944 un ple dels comitès regionals de la CNT, l'organització principal del Moviment Llibertari, va recolzar les converses en aprovar mantenir la «posició col·laboracionista». A les converses entre socialistes i llibertaris es van sumar polítics republicans d'Izquierda Republicana, Unió Republicana i Partit Republicà Federal integrats en l'anomenat Comitè Nacional Republicà fundat i encapçalat per Rafael Sánchez Guerra i Régulo Martínez. L'acord entre les tres parts es va aconseguir al juny de 1944 encara que no es va fer públic fins a octubre. En el manifest fundacional de l'Aliança Nacional de Forces Democràtiques (ANFD) l'«accidentalisme» dels llibertaris sobre la forma de govern —quan no l'obert rebuig a la República que els havia perseguit tan durament— es va resoldre recorrent a l'expressió «ordre republicà» per a referir-se a la Segona República. Per a dirigir l'ANFD es va crear un consell nacional presidit pel republicà Régulo Martínez, que feia pocs mesos que havia sortit de la presó, i del qual també formaven part el socialista Juan Gómez Egido i el llibertari Sigfrido Català.
En els últims mesos de 1944 els tres membres del comitè nacional de l'ANFD van iniciar unes negociacions amb els generals monàrquics Aranda, Kindelán, Saliquet i Alfons d'Orleans-Borbó en les quals van tractar sobre quin tipus de règim substituiria al franquista que estaven convençuts que no sobreviuria a la imminent victòria aliada. Els generals pretenien que les forces representades en l'ANFD acceptessin la restauració de la monarquia sense passar abans per fórmules intermèdies i sense que hi hagués un referèndum sobre la forma de govern, alguna cosa que els llibertaris podrien assumir però no els republicans i els socialistes, la qual cosa va conduir a un atzucac. Però el fracàs final de les mateixes es va deure sobretot a l'onada de detencions que va dur a terme la policia franquista a la fi de 1944 i principis de 1945. En la nit del 21 al 22 de desembre van ser detinguts el president de l'ANFD Régulo Martínez i altres membres del comitè directiu de l'ANFD i del Comitè Nacional Republicà, així com destacats monàrquics que havien mantingut contactes amb aquells, i al març de 1945 van ser detinguts Sigfrido Català, representant llibertari en la junta de l'ANFD, i altres membres del comitè nacional del Moviment Llibertari. Gairebé al mateix temps va caure tota l'executiva del PSOE de l'interior.
No obstant això, el Moviment Llibertari es va refer ràpidament del cop que va suposar la detenció de Sigfrido Catalá, perquè a l'abril ja s'havia format un nou comitè nacional encapçalat per Ramon Rufat Llop i per José Expósito Leiva.

### Crisi i divisió del Moviment Llibertari de l'exili

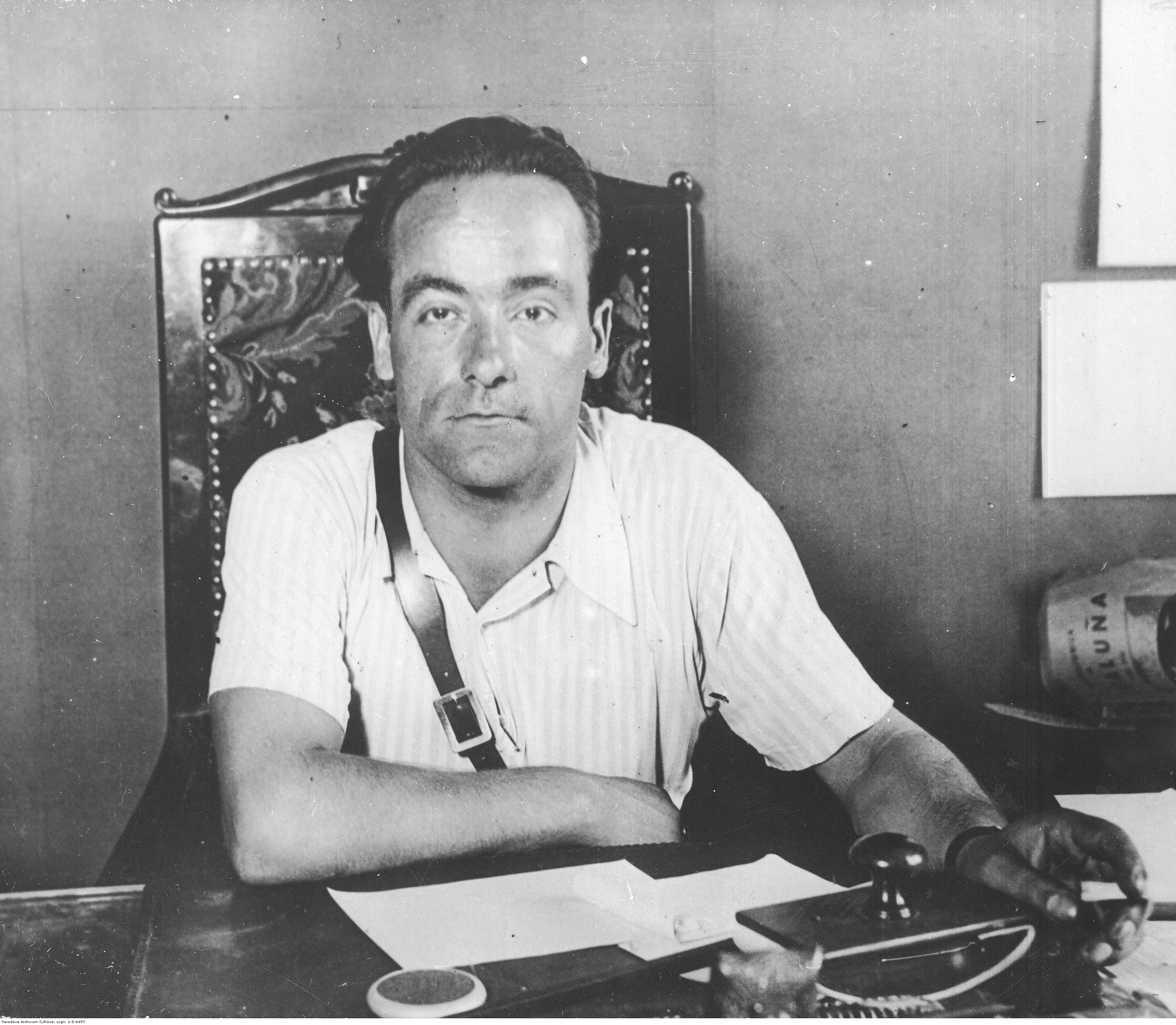
Joan García Oliver, líder del sector "col·laboracionista" del Moviment Llibertari, quan va ser ministre de Justícia del govern de Largo Caballero durant la Guerra Civil Espanyola.

El Moviment Llibertari de l'exili va viure una greu crisi en la primavera de 1942 quan van esclatar les tensions latents des del final de la guerra entre els «col·laboracionistes» encapçalats per Joan García Oliver i Aurelio Fernández, i els «apolítics» que donaven suport al consell nacional amb seu a París que encapçalaven Germinal Esgleas i Frederica Montseny. En la reunió que van mantenir a Mèxic els primers van presentar un document per a la seva discussió titulat «Ponència» però van sortir derrotats, per la qual cosa van decidir formar la seva pròpia organització, una nova CNT, que va comptar com a òrgan de premsa el periòdic CNT, mentre que el portaveu dels «anticol·laboracionistes» va ser Solidaridad Obrera.